# Бабик, Жюль
Жюль Николя Андре Бабик (настоящая фамилия — Бабицкий) (фр. Jules Nicolas André Babick; 29 июня 1820, Царство Польское, Российская империя — 14 июня 1902, Женева) — химик и общественный деятель. Член Парижской коммуны.

## Биография
Польского происхождения. Изучал медицинские науки, особенно фармакологию по методу Франсуа-Венсана Распая, осел в Париже, где работал парфюмером. Познакомился с основателем политико-религиозного течения фузионизм Луи-Жаном Батистом де Туррейлем (Louis-Jean Bapiste de Tourreil) и стал самым ярым апостолом этого учения, провозгласив себя «сыном Царствия Божия». Начал писать воззвания, проповеди и излагать печатно свои религиозно-политические убеждения.
В 1867 году был одним из основателей сенсимонистского кооператива Societé des équitables de Paris, к началу 1871 года присоединился к Первому Интернационалу. Был среди подписавших Affiche rouge (Красный плакат) — манифест, в котором 6 января 1871 г. требовалось создание Коммуны, 26 марта того же года был избран в Совет Коммуны.
Во время осады Парижа участвовал во всех публичных собраниях и вскоре стал членом центрального комитета, прокламации которого (начиная с 18 марта) все имеют подпись Ж. Бабика. X округ Парижа количеством 10 378 голосов выбрал его в совет Hôtel de Ville. С 29 марта 1871 по 14 апреля 1871 года состоял в комиссии юстиции, а затем был избран членом комиссии общественных работ. Подал свой голос в пользу производства дополнительных выборов, признал Феликса Пиа изменником, когда тот пожелал выйти в отставку, и восстал против учреждения комитета общественной безопасности, придерживаясь того мнения, что «коммуна не может быть в опасности и опасной». 
После Майской кровавой недели и падения коммуны Бабику удалось бежать и он жил долгое время в Женеве, а затем в Берне, где занимался различными профессиями, от учителя шахмат до магнетизёра.